# Fabijan Lovrić
Fabijan Lovrić (Tuzla, 13. rujna 1953. – Knin, 10. siječnja 2023.) bio je bosanskohercegovački i hrvatski pjesnik. Autor je više od trideset knjiga pjesama, među kojima i knjiga »Bljesak potopljenog sjaja« te »Počivaj mirno Zvonimire« i »Prepoznavanje bitnog«.

## Životopis
U Ljubačama i Kiseljaku je završio osnovnu školu, u Tuzli srednju školu i Višu pedagošku akademiju, nakon čega nastavlja daljnji proces usavršavanja te u Beogradu diplomira novinarstvo. U Zadru uspješno završava Visoku učiteljsku školu, a u Zagrebu je odslušao i položio ispite na Poslijediplomskom znanstvenom studiju književnosti gdje radi doktorsku disertaciju. 
Radio je kao učitelj, novinar, kulturni djelatnik, te je dopisnikom mnogih listova i znanstvenih časopisa, između ostalih: Republika, Osvit, Hrvatska misao, Zadarska revija, Književna rijeka, Zadarski list, Zadarski regional, Hrvatsko slovo, Glas koncila, Naša ognjišta, Zvrk, Cvitak, Modra lasta, itd. Objavljivao je znanstvene i stručne radove. Sudjelovao je stručnim radom na Školi učitelja 2005. godine u Lovranu. Za književni je rad nagrađivan te nekoliko puta bio u najužem izboru. 
Godine 2005. dvadeset peti put posjetio je Goranovo proljeće, u Lukovdolu, a na Kijevskim književnim susretima je od početka te manifestacije, te kao predstavljač novih izdanja i likovni kritičar sudjelovao je u mnogim kulturnim akcijama. Bio je sudionik Večeri duhovne poezije u Perušiću.
Pjesme su mu uvrštene u udžbenik Hrvatskoga jezika za četvrti razred osnovnih škola u Republici Hrvatskoj te u više od četrdeset antologija i zbornika, a mnoge su prevedene na slovenski, češki, engleski, talijanski, albanski,  portugalski, makedonski, njemački i kineski jezik. Iako je prvu pjesmu objavio u Modroj lasti (1967.), časopisu za djecu, Zvrk, predložio je nekoliko pjesama za obradu na satu hrvatskog jezika u OŠ Republike Hrvatske. 
Bio je član Društva hrvatskih književnika, Društva hrvatskih književnika Herceg-Bosne, Matice hrvatske, Književnog kluba Tin, Hrvatskog književnog kruga Zagreb, Društva hrvatskih haiku pjesnika i Međunarodnog instituta za književnost (engl. International Literary Institute).
Preminuo je 10. siječnja 2023. u Kninu.

## Djela
- Monterov san i java (pjesme): biblioteka Paralele; Doboj, 1981.
- Imam i ja svoju cijenu (pjesme za djecu): Napredak; Tuzla, 1993.
- Bljesak potopljenog sjaja (pjesme): MH Orebić; Orebić, 1994.
- Počivaj mirno Zvonimire (pjesme): Narodna knjižnica Knin; Knin, 1998.
- Bljesak potopljenog sjaja (pjesme): izdanje autora; Knin, 1999.
- Rumena matematika (pjesme): KUD Kralj Zvonimir Knin; Knin, 1999.
- Kninski pisci svome gradu (urednik; izbor šest autora): MH Knin; Knin, 2000.
- Gorim li kako treba (pjesme): MH Knin; Knin, 2002.
- Učitelj mudrosti (gnome): Madit; Šibenik, 2003.
- Vječnosti jednoga grada (urednik; jedanaest autora): Madit; Šibenik, 2003.
- Govor cvijeća (Poema o Slavi Raškaj): Verlag Lijepa Naša; Wuppertal, 2004.
- Put križa (sakralne pjesme; poema): dvojezično; hrvatski / talijanski (Via Crucis: prijevod na talijanski Sonja Vrca / prepjev stihova na talijanski Joja Ricov): Matica hrvatska ogranak Knin; Knin, 2004.
- Nemoj, rođo, Danice ti... (monodrama; prema pripovijetkama Ivana Raosa): Vlastita naklada; Knin, 2004.
- Još ću ja dugo hrabar živjeti: ur. Ratko Bijelić: izbor pjesma Fabijan Lovrić (domoljubne pjesme; s Josipom Paladom i ilustracijama Ivana Antolčića i Željka pl. Horvatića Brade): Nova knjiga Rast; Zagreb, 2005.
- Prepoznavanje bitnog (kritike, članci, prikazi, aktovke…; objavljeni radovi): HKD Napredak Ogranak Knin; Knin, 2005.
- A ja klipan (bojanka / pjesme za djecu do 10 godina uz ilustracije Tatjane Jadrić; prepjev na engleski: Graham McMaster): ur. Fra Ivan Nimac: HKD Napredak Ogranak Knin; Knin, 2005.
- Još ću ja dugo hrabar živjeti (drugo izmijenjeno izdanje): Josip Palada i Fabijan Lovrić: INA-NAFTAPLIN; Zagreb, 2006.
- A ja klipan (bojanka / pjesme za djecu do 10 godina uz ilustracije Tatjane Jadrić; prepjev na engleski: Graham McMaster): AGM; Zagreb, 2006.
- Svjedoci vremena (uredio i priredio radove dvadeset autora iz Knina): ur. Fra Ivan Nimac: HKD Napredak Ogranak Knin; Knin, 2006.

- Put križa (pjesme: usporedno, hrvatsko-talijanski / drugo izmijenjeno izdanje): Oslikala Lana Martinović Čala: ur. Grgo Mikulić: Gral; Široki Brijeg (knjiga u tisku)
- U tisku se nalaze pjesme: Poljubac zemlje, o zaštićenim biljkama; dopunjeno izdanje pjesama namijenjenih djeci, Imam i ja svoju cijenu (treće izmijenjeno izdanje)

## Vanjske poveznice
- DIOGEN pro culture magazine – Tatjana Debeljački vs. Fabijan Lovrić (intervju, prosinac 2016.)